# فاينل فانتسي 7
فاينل فانتاسي 7 (باليابانية: ファイナルファンタジーVII، فاينارو فانتاجي سيبون) هي لعبة فيديو تقمص الأدوار من إنتاج شركة سكوير (الآن سكوير إنكس) على جهاز بلاي ستيشن. صدرت في عام 1997، هي اللعبة السابعة في سلسلة فاينل فانتسي والأولى في السلسلة التي تستخدم رسومات ثلاثية الأبعاد، وتضم شخصيات مصيّرة على خلفيات مصيرة مسبقا. كما كانت أول لعبة في السلسلة يتم إصدارها في أوروبا. وتروي اللعبة قصة كلاود سترايف، وهو مرتزق ينضم إلى منظمة أفلانش المتمردة والتي تمارس الإرهاب البيئي ليمنع شركة شينرا العملاقة التي تسيطر على العالم من استنزاف الحياة من الكوكب، لاستخدامها كمصدر للطاقة. ينخرط كلاود وحلفائه في صراع يهدد العالم أكبر ويواجهون خصمهم الرئيسي، سيفيروث.
بدأ تطوير اللعبة في عام 1994. وقد أنتجت أصلا لنظام سنيس، ولكن تم نقلها إلى نينتندو 64؛ ولكن خراطيش الذاكرة في نينتندو 64 افتقرت لسعة التخزين المطلوبة لوضع لقطات الفيلم، فنقلت سكوير اللعبة إلى إلى بلاي ستيشن المستند على سي دي-روم. تولى الإخراج يوشينوري كيتاسي، والكتابة كازوشيجي نوجيما مع كيتاسي، وتولى الإنتاج هيرونوبو ساكاجوتشي. وتولى التلحين المخضرم في السلسلة نوبو أويماتسو، في حين تم استبدال مصمم الشخصيات القديم، يوشيتاكا أمانو، بالمصمم تتسويا نومورا.
سبق الإصدار حملة ترويجية كبيرة، ولقيت اللعبة نجاحا نقديا وتجاريا. تم إصدارها على سوني بلاي ستيشن في عام 1997، وعلى ويندوز عام 1998، وعلى شبكة بلاي ستيشن في عام 2009، وللتحميل من الإنترنت في عام 2012، وعلى ستيم عام 2013. في عام 2014، أصدرت اللعبة على أجهزة أندرويد وآيفون في اليابان فقط. وفي 6 ديسمبر 2014، أعلن أن فاينل فانتسي 7 سيتم إصدارها على بلاي ستيشن 4، مع رسومات محسنة. وقد ظلت مبيعاتها محتفظة بقوتها، حيث بيع منها أكثر من 11 مليون نسخة حتى عام 2015، مما يجعلها أكثر الألعاب مبيعا في هذه السلسلة. وقد أشاد النقاد بالرسومات اللعبة، وكذلك أسلوب اللعبة والموسيقى والقصة. وقد تركزت أغلب انتقادات في أماكن إصدارات اللغة الإنكليزي. تم إطلاق نسخة آي أو إس في 19 أغسطس 2015، وأضافت التحكم باللمس والقدرة على تعطيل المواجهات العشوائية.
أرجع العديدون الفضل للعبة في زيادة مبيعات أجهزة بلاي ستيشن وتعميم ألعاب تقمص الأدوار اليابانية خارج اليابان. وتعتبر على نطاق واسع من أعظم الألعاب على الإطلاق. وقد أدى شعبية اللعبة إلى ظهور سلسلة من التتمات والتسبقات تحت عنوان مجموعة فاينل فانتسي 7. أعلنت سكوير انيكس عن إنتاج نسخة جديدة عالية الوضوح في إي 3 2015 على بلاي ستيشن 4.

## الرواية
تقوم رواية اللعبة في عالم ديستوبي محبط، وتتمحور حول البطل كلاود سترايف والذي ينظم إلى مجموعة من المرتزقة التي تستهدف إيقاف شركة (شينرا) من استخدام الطاقة الحيوية للكوكب كمصدر لطاقتها الإنتاجية.
فاينل فانتسي 7 يبدأ بانضمام «كلاود» لفريق المرتزقه المسمى «افالانش» في سلسلة من الغارات ضد مفاعلات الماكو المحيطة بمدينة «مدجر». على الرغم من أنتهاء المهمة الأولى بنجاح، إلا أن مرتزقه افالانش يحاصرون في المفاعل خلال غارة لاحقة تنتهي بانفجار المفاعل، ووقوع كلاود من المستويات العليا في «مدجر» إلى الأحياء الفقيرة أدناه على سرير الزهور، حيث يرى للمره الأولى «اريس» التي تربي الازهار في هذا المكان بدافع بيعها في المدينة لاحقا. يتوافق وصول «كلاود» مع وصول مجموعه من جنود «شينرا» التي بعث بهم لالتقاط «اريس»، يوافق «كلاود» على أن يكون حارس «اريس» ويدافع عنها من الجنود. بعد اكتشاف «شنرا» مكان اختباء مرتزقوا «الافلانش» وقبل أن يقوموا بتدمير هدم كامل للقطاع 7 وقتل سكانها وثلاثة من أعضاء فريق المرتزقه، يتسنى لافراد «شنرا» من الجنود القبض على «اريس»، الذي يكشف كونها من آخر قبيلة «السترا» الباقين على قيد الحياة حيث كانو في انسجام وثيق مع الكوكب وانقرضو في السابق. ويعتقد رئيس «شنرا» ان اريس هي من سيمكنه من الوصول إلى «أرض الميعاد» وهي أرض أسطورية تحتوي على طاقة غير منتهية من «الماكو».

## طريقة اللعب

### الخرائط والأماكن
تحتوي اللعبة على ثلاثة أنواع من الخرائط:
 خريطة العالم 
وهي خريطة ثلاثية الأبعاد بسيطة التصميم تهدف إلى استخدامها بغرض التنقل من منطقة إلى أخرى.
 خريطة المساحات والمدن
مساحات ثلاثية الأبعاد ذات تفاصيل عالية وخلفيات ذات بعدين، الهدف منها هو استخدامها للتقدم في اللعبة والتفاعل مع باقي الشخصيات
وسكان الكوكب.
 خريطة المعارك 
خريطة ثلاثية الأبعاد ذات تفاصيل أعلى من سابقتها وخلفيات ثنائية الأبعاد، بها تتم المعارك الموجودة في اللعبة.

### نظام القتال
تستخدم نظام القتال الزمن الحالي حيث تقاتل الشخصيات والأعداء بلا فاصل. تتطور مهارات الشخصيات باستخدام عدة أشياء منها نقاط الخبرة، بلورات السحرية، أسلحة ومعدات يستخدمها اللاعب، ويمكن الحصول على هذه الأشياء عن طريق المعارك أو المتاجر أو الصناديق المنتشرة في أنحاء اللعبة.
يعتمد نظام القتال بشكل كبير على تركيب البلورات السحرية لكل شخصية وعمل البلورة في تقديم خواص تؤثر في مجرى القتال بشكل عام

## الأبطال
- كلاود سترايف

الجندي السابق وعضو أفالانش الحالي وبطل اللعبة. يبدأ كلاود اللعبة بذاكرة مفقودة جزئياً ثم يسترجعها فبما بعد، يعيش قصه حب جميله مع اريس.
- سيفيروث

العدو الرئيسي وأقوى الجنود في تاريخ شينرا.
- زاك فير

صديق كلاود وجندي من المرتبة إس وهي أعلى مرتبة في مراتب الشينرا. وخليل أريس السابق ولكنها فضلت كلاود عليه، مات وهو يحاول أنقاذ كلاود كما يظهر في أوفا لاست اوردر كما أن له تاريخ مع سيفروث سيظهر في كرايسس كور. كلاود لا يتذكر زاك بسبب التجارب التي قام بها الدكتور هوجو.
- أريس غاينزبورو

فتاة جميلة تلتقي بكلاود في كنيسة بعد سقوطه من أحد البنايات وهي اخر شخص من سلالة لها تاريخها مع جينوفا وهي صديقة زاك أيضاً سابقاً
تعيش اّريس قصة حب جميله مع كلاود حتى تنتهي الاحداث بوفاتها بمنتصف اللعبة.
- باريت والاس

رئيس أفالانش السابق، ولا يكن مودة لكلاود حيث أنه يعتبره مرتزق بلا قلب ويسعى فقط لجمع المال، ولكنه يغير هذه النظرة لاحقاً.
- تيفا لوكهارت

فتاه جميله وصديقة كلاود منذ الطفولة وتمتلك بار في مدينة ميدجار وتكن مشاعر لكلاود لكنه فضل اّريس عليها.
- رد 13 (ناناكي)

مخلوق أشبه بالضبع، قادر على الكلام حيث أن فصيلته تعتبر حياة ذكية، وهو شديد القوة وغزير الحكمة.
- يوفي

تنظم يوفي إلى المجموعة بعد محاولتها لسرقتهم وإنقاذهم لها من الخطف.
- فنسنت فالنتاين

جندي تورك سابق، قام الدكتور هوغو بإجرا تجارب عليه كادت تقتله لولا أن قامت صديقته بإنقاذه عن طريق دمجه مع (طاقة الفوضى) حيث أصبح من إمكانه التحكم بها.
- سد هايويند

قائد الطائرة والشخصية العصبية في اللعبة.

## روابط خارجية
- فاينل فانتسي 7 على موقع IMDb (الإنجليزية)